# Бірте Зіх
Бірте Зіх (нім. Birte Siech, 19 березня 1967) — німецька академічна веслувальниця.
Олімпійська чемпіонка 1988 року в складі розпашної четвірки зі стерновою, бронзова призерка 1992 року в складі розпашної четвірки без стернової.
Срібна призерка Чемпіонату світу 1987 року в складі розпашної четвірки зі стерновою, бронзова призерка 1990 року в складі розпашної двійки без стернової.